# Fernão
Fernão is een gemeente in de Braziliaanse deelstaat São Paulo. De gemeente telt 1.521 inwoners (schatting 2009).

## Aangrenzende gemeenten
De gemeente grenst aan Duartina, Gália en Lucianópolis.